# Castel Bragher
Castel Bragher ist eine Höhenburg im Trentino, Italien. Die im 13. Jahrhundert entstandene Burg wurde im Laufe der Jahrhunderte mehrmals erweitert und schlossähnlich umgebaut. Sie ist eine von mehreren Burgen der Familie Thun im Nonstal und befindet sich seit über 700 Jahren im Besitz der Familie.

## Lage
Die Burg liegt im mittleren Talabschnitt des Nonstals auf der orographisch linken Talseite, zwischen den Orten Taio und Coredo im Gemeindegebiet von Predaia auf 640 m s.l.m. Sie wurde in isolierter Lage auf einer felsigen Anhöhe in einem kleinen Seitental des Nonstals errichtet, das von einem linken Nebengewässer des Noce, dem Bach Rio Sette Fontane oder auch Rio Valle, durchflossen wird. Östlich von Castel Bragher führt eine kleine Nebenstraße vorbei, die Taio mit Coredo verbindet, und die Waldflächen durchschneidet, die die Anlage an ihrer Ost-, Nord- und Südseite umgeben. An der West-, Südwest- und Nordwestseite ist die Burg von der Schlucht des Rio Sette Valle und Obstplantagen eingegrenzt.

## Geschichte
Der Bau wurde erstmals 1275 als castrum Brageri in Anlehnung an seinen Erbauer Bragherio urkundlich erwähnt. Letzterer war der Stammvater des Geschlechts Coredo-Bragher, einem Familienzweig der Coredo. Von Bragherio sind zu seinen Lebzeiten keine schriftlichen Dokumente erhalten. Der Name taucht erstmals 1266 auf, als er nach Ausserer bereits Tod war und seine beiden Söhne Beneventus und Richebonus den Familienbesitz an die Grafen Meinhard II. und Albert I. von Tirol und Görz übergaben. 1270 belehnte der Tridentiner Bischof Egno von Eppan die Coredo-Bragher wieder mit dem Feudalbesitz der Kirche von Trient.
1286 wurden erstmals die Thun im Zusammenhang mit Castel Bragher erwähnt, als Heinrich von Thun eine von Coredo-Bragher auf dem Schloss heiratete. Zwischen 1321 und 1322 wurde der Besitz der beiden auf Bragher residierenden Familienzweige der Coredo von Belvesino von Thun aufgekauft. Vigilio Inama schrieb später den Verkauf der Trägheit und der Armut der Coredo sowie dem Scharfsinn der Thun zu. Im Zuge der Nonsberger Adelsfehde scheiterte 1336 der Versuch der Herren von Arz die Burg in einem handstreichartigen Unternehmen einzunehmen. Als der neu ernannte Bischof Nikolaus von Brünn 1338 die bischöflichen Lehen der Thun bestätigte, befand sich darunter auch Castel Bragher. Im Spätmittelalter war Bragher ein bedeutendes Herrschaftszentrum der Thun im Nonstal, von dem sie im 14. Jahrhundert die Geschicke der umliegenden Dörfer verwalteten. So stand den Herren von Bragher das Recht zu, die Vorsteher der Dorfgemeinschaften in Coredo, Priò, Smarano, Sfruz, Taio und Tres zu bestellen. 1492 erhielten sie die Gerichtsbarkeit über das Valle di Rabbi, ein nördliches Seitental des Sulzbergs, das vom Familienzweig in Caldes ausgeübt wurde.
Während des Bauernkrieges bestürmten die aufständischen Bauern des Nonstales 1525 vergeblich Castel Bragher und mussten unverrichteter Dinge wieder abziehen. 1596 wurde der Besitz der Thun aufgeteilt, was den Grundstein für die Familienzweige der Thun aus Ton, von Castel Caldes und Castel Bragher legte. Bragher fiel an Georg Sigismund Thun, der den Bau modernisieren und ausbauen ließ.
In der napoleonischen Epoche erlebte Bragher eine Zeit des Niedergangs, die erst 1857 mit Graf Franz Thun und Hohenstein beendet wurde, der das Schloss renovieren ließ. Ende des 19. Jahrhunderts war in den Wirtschaftsgebäuden eine Spinnerei untergebracht, zugleich wohnten in den Gebäuden etwa ein Dutzend Familien.

## Beschreibung
Die Anlage setzt sich aus mehreren Gebäuden zusammen, die zu unterschiedlichen Zeitpunkten errichtet wurden und sich um einen zentralen Hof reihen. An der Südwestseite ist die Burg von einer vorgelagerten Zwingermauer umgeben, die das Ergebnis eines späteren Ausbaus ist. Die Mauer an der Südseite ist mit rechteckigen Zinnen bestückt. Dieser Mauerbereich verfügt über einen Wehrgang, der noch erhalten ist.
Das äußere Burgtor liegt an der Ostseite der Burganlage und wird von einem Rondell überragt, das mit der Zwingermauer verbunden ist. Über dem Burgtor befinden sich die Wappen von Simone Thun und seiner Ehefrau Anna Botsch. Hinter dem Burgtor liegt ein erster Zwinger. Eine kurze von der Zwingermauer zur Kernburg querverlaufende Mauer mit einem weiteren Tordurchgang trennt den ersten von einem kleineren zweiten Zwinger ab. Eine Steinbrücke über den Burggraben führt zum angrenzenden Torturm mit dem inneren Burgtor, über dem das Wappen der Familie Thun angebracht ist.
Der dahinterliegende Hof wird an seiner Ostseite von der imposanten Kernburg überragt. Der vierstöckige Bau mit seinem rechteckigen Bergfried wurde im Laufe mehrerer Jahrhunderte baulich verändert und ausgebaut. Er dient heute als Wohnbereich. Charakteristisch sind die in den heraldischen Farben der Thun gehaltenen rot-weißen Fensterläden. Ein Zinkdach hat mittlerweile ein älteres mit Holzschindeln bedecktes Dach abgelöst. Am südlichen Rand des Innenhofes liegt die Burgkapelle, die dem heiligen Coelestin geweiht ist. Gegenüber der Burgkapelle stehen an der Nord- und Nordostseite des Innenhofs zwei Wirtschaftsgebäude, die mit der Wehrmauer mit der Kernburg verbunden sind. Vom Innenhof führen zwei Treppen zu einer kleinen mit dekorativen Schießscharten versehene Bastion an der ein Renaissanceportal liegt, das als Haupteingang in den Wohnbereich dient. Sowohl die Bastion als auch die Treppenaufgänge stellen stilistische, der damaligen Mode entsprechende Bauelemente dar. Auf der Mauer der Bastion stehen die im Barock entstandenen Statuen eines Schutzengels und des heiligen Johannes Nepomuk. Die Fassade des Wirtschaftsgebäudes ist mit gekuppelten Fenstern, einer Sonnenuhr und dem Wappen der Thun und derer von Arco geschmückt, das ursprünglich von Castel Caldes stammt.
Eine Wehrmauer an der Westseite des Innenhofs trennt den Innenhof vom westlichen Zwinger ab. Letzterer ist mit einem Burgtor mit dem Innenhof verbunden und dient mittlerweile als Gemüsegarten. An der Südseite des westlichen Zwingers steht gegenüber der Burgkapelle ein als Holzschuppen genutzter Bau. Die äußere Zwingermauer ist jeweils am nord- und südwestlichen Eckpunkt mit Wehrtürmen gesichert. Ein Nebenausgang führt vom Zwinger mit einer überdachten Holzbrücke über die 34 Meter tiefe Schlucht des Rio Sette Fontane, die als natürlicher Burggraben dient. Im Notfall konnte die Brücke zum Einsturz gebracht werden, falls der am anderen Rand der Schlucht liegende Wehrturm von Angreifern eingenommen wurde. Dieser halbrunde Wehrturm, der sogenannten Torre della Pece (Pechturm), verfügt über Schießscharten und Pechnasen für die Nahverteidigung. Im ersten Stock befindet sich der Raum, der für die Turmwache bestimmt war und in dem das Pech gekocht wurde, nach dem der Turm benannt ist. Über dem Burgtor sind die Wappen von Sigmund Thun und seiner Frau Orsola da Caldes angebracht.
Die asymmetrische Anordnung der zu unterschiedlichen Zeiten errichteten und dem Gelände angepassten Bauten, verleiht Castel Bragher ein unverwechselbares rustikales-herrschaftliches Aussehen. Dazu trägt auch die Mischung architektonischer Elemente mit nordischen und italienischen Zügen bei, so dass Gorfer Castel Bragher als charakteristischste Burganlage im Alpenraum bezeichnet. In einem gewissen Sinne erinnert Bragher an den nicht weit entfernten Wallfahrtsort San Romedio.
Castel Bragher besitzt insgesamt 70 Räume. Die Inneneinrichtung wurde größtenteils nach der Schlossrestaurierung in der zweiten Hälfte des 19. Jahrhunderts zusammengetragen, darunter Gemälde von Jan Steen, Francesco Bassano dem Jüngeren und Salvator Rosa. Besonders erwähnenswert ist die Schlossbibliothek, die das bedeutendste Privatarchiv im Trentino birgt.

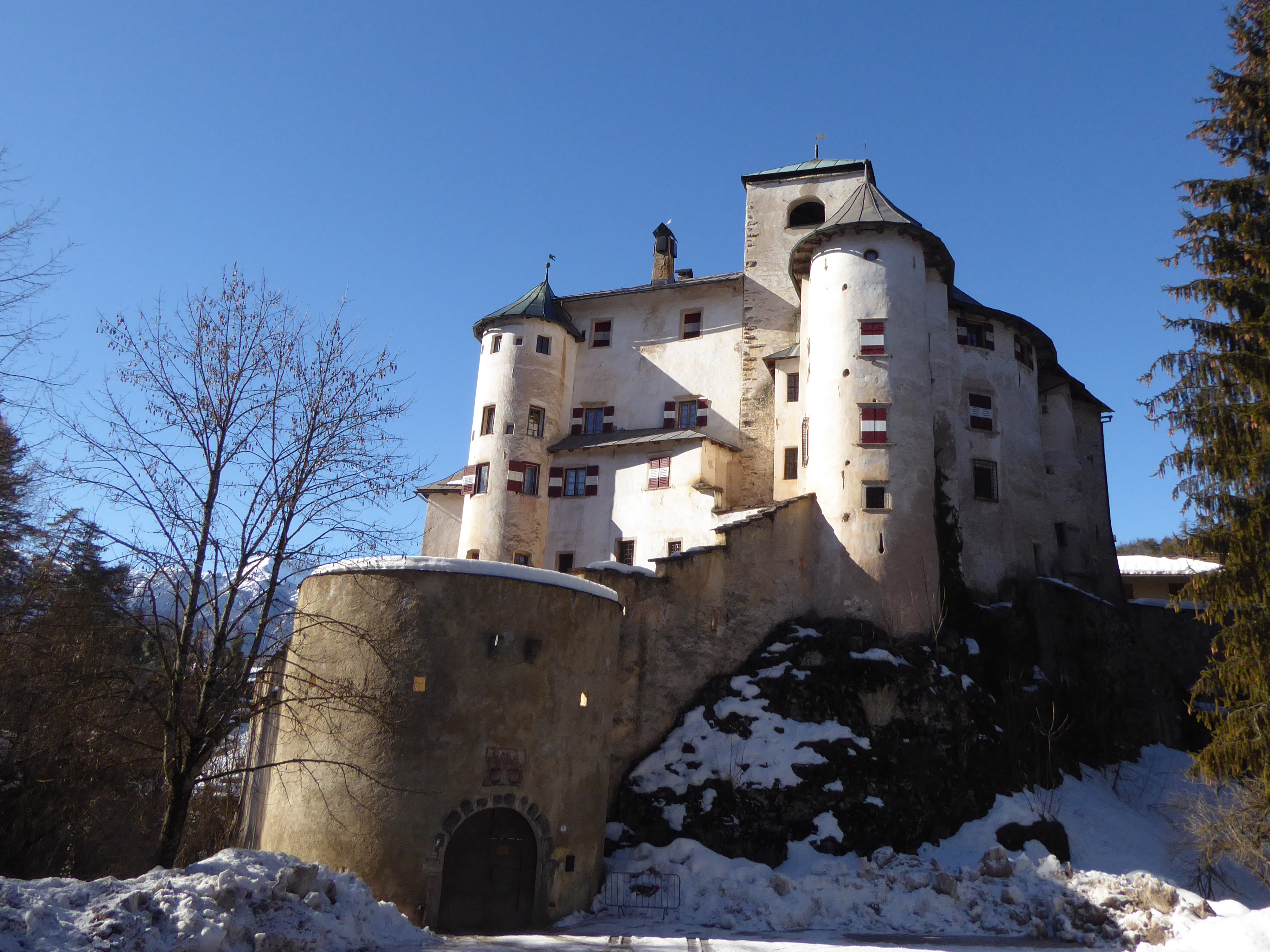
Ostseite und Nordseite mit Rondell und Burgtor
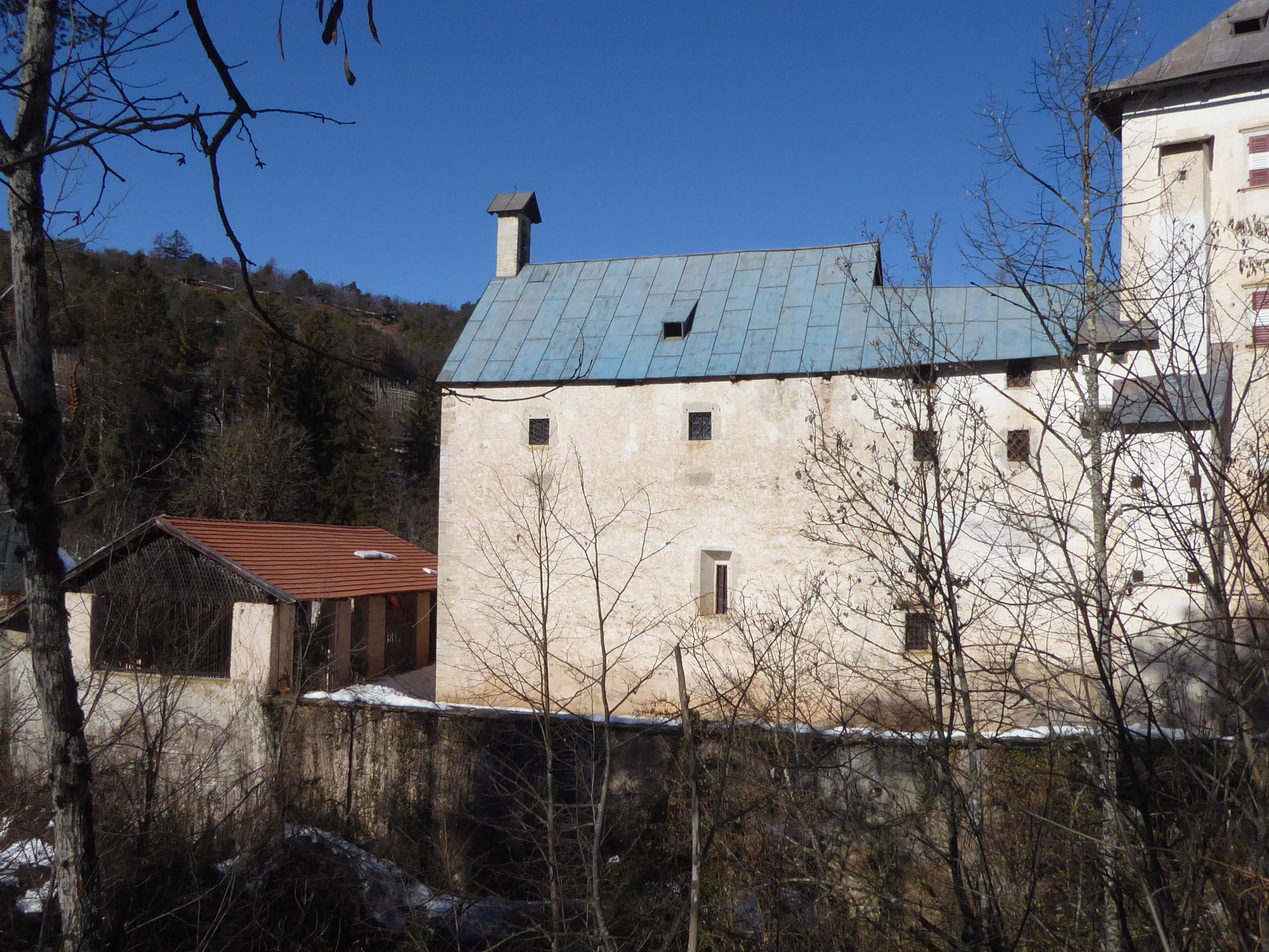
Die 1452 geweihte Burgkapelle an der Südseite
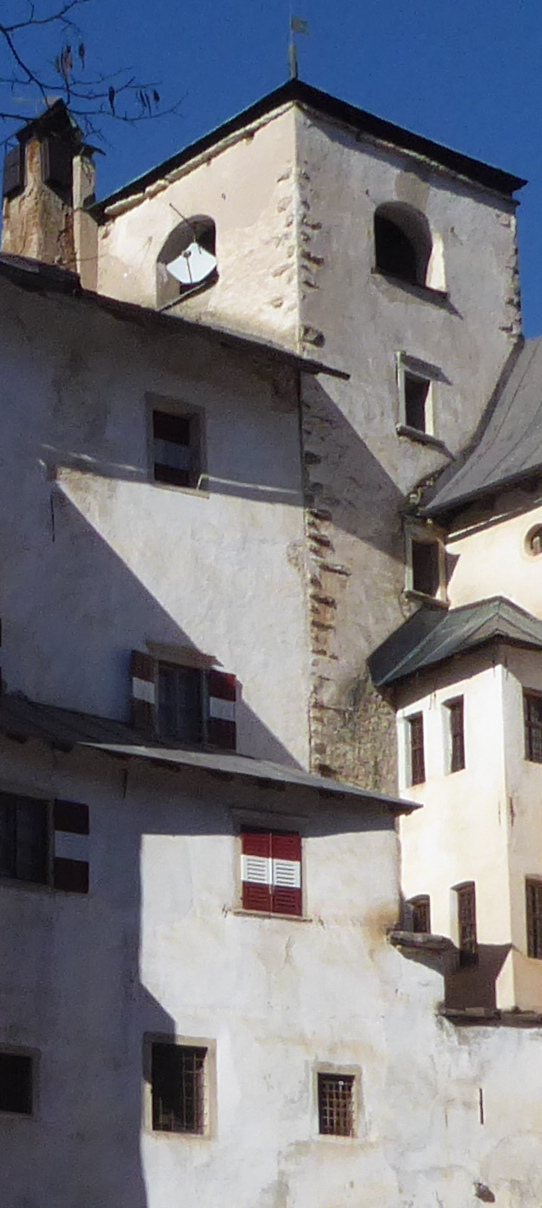
Bergfried
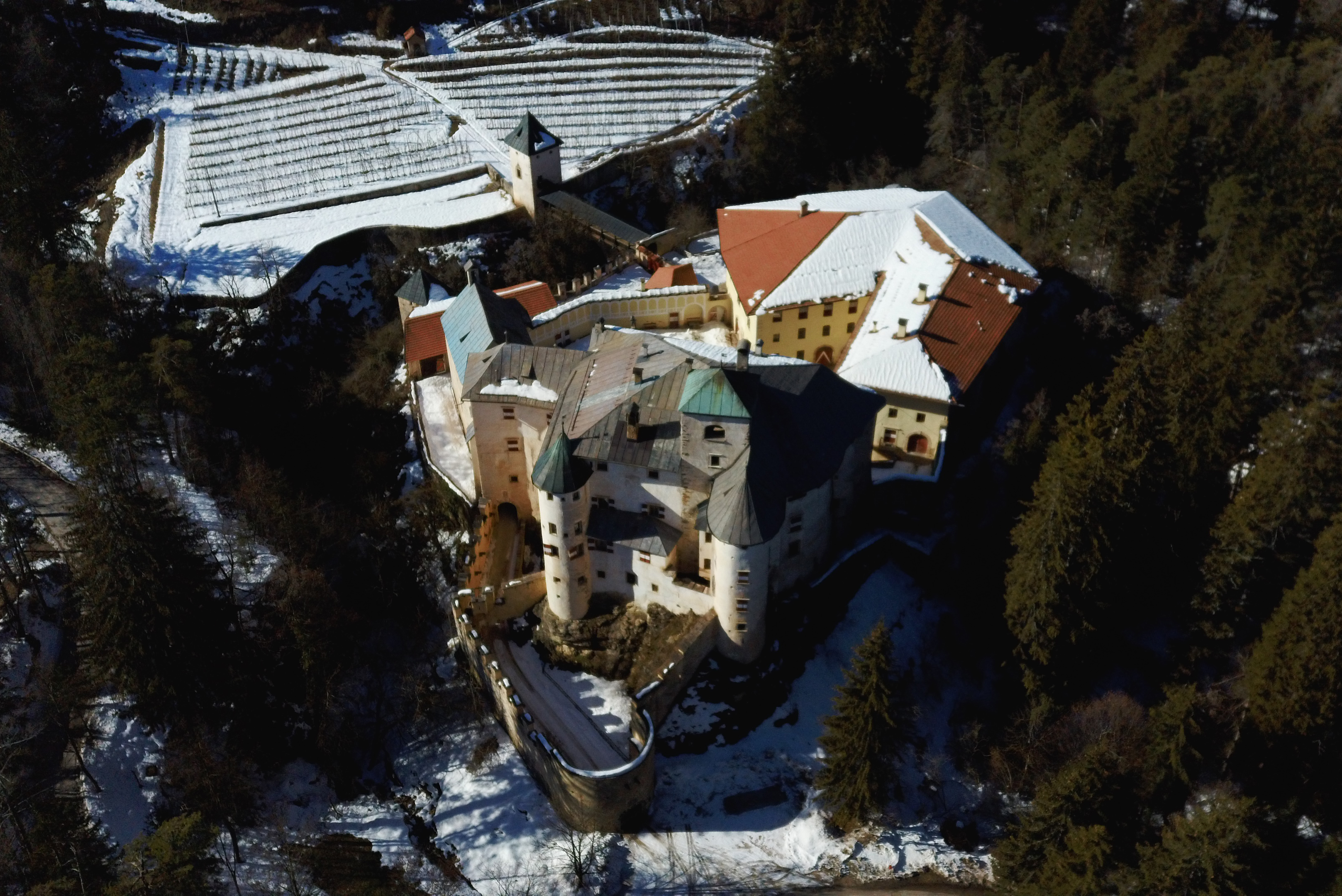
Luftaufnahme mit der Ostseite im Vordergrund; rechts im Hintergrund die Wirtschaftsgebäude
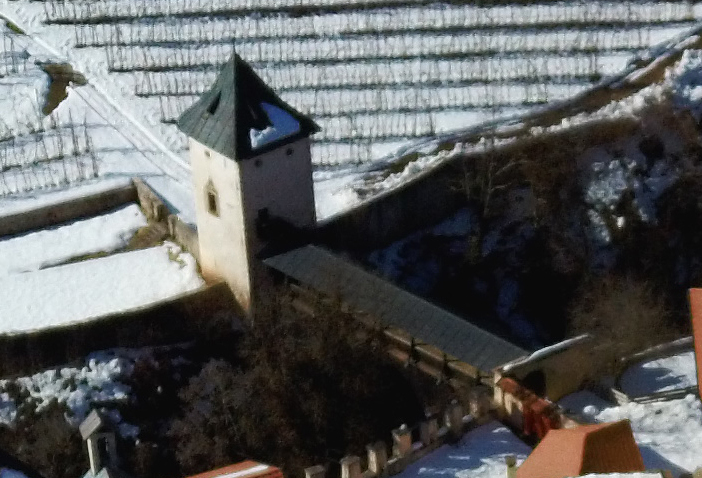
Pechturm mit Holzbrücke über die Schlucht des Rio Sette Fontane

## Baugeschichte
In einer ersten Bauphase, die in der zweiten Hälfte des 13. Jahrhunderts anzusiedeln ist, entstand der Bergfried mit seinem viereckigen Grundriss. An der später verputzten Außenwand sind an den Kanten noch Buckelquader zu erkennen. Aus einem 1286 datierten Dokument geht hervor, dass der Bau bereits zu diesem Zeitpunkt von einer Burgmauer umgeben war, die aufgrund der später erfolgten baulichen Veränderungen nur schwer auszumachen ist.
Im Spätmittelalter entstand die 1452 geweihte Burgkapelle. Der einschiffige Bau besitzt ein Kreuzgewölbe, der mit einem 1461 datierten Freskenzyklus ausgeschmückt ist, der nach Nicolò Rasmo von Leonhard von Brixen angefertigt wurde. Abgebildet sind unter anderem verschiedene Szenen aus der Passion Jesu sowie die Apostel an der Laibung des Triumphbogens. Ebenfalls in der Mitte des 15. Jahrhunderts wurde der Zwinger mit dem Rondell und dem Burgtor an der Südostseite der Anlage errichtet. Im Laufe des 16. Jahrhunderts wurde die Kernburg durch Georg Sigmund Thun erweitert und umgestaltet, dabei wurden die getrennt errichteten Gebäude zu einem einzigen Bau zusammengelegt. Aus dieser Zeit stammt auch die Renaissance-Loggia an der Südseite sowie der großen Brunnen im Innenhof mir der Statue des heilige Christophorus.
Das heutige Aussehen von Castel Bragher geht vor allem auf baulichen Veränderungen in der ersten Hälfte des 17. Jahrhunderts zurück. Zu dieser Zeit entstanden die beiden Rundtürme an der Nordost- und Südostseite. Im ersten befand sich das Burgverlies, das teilweise in den felsigen Untergrund eingehauen war. Zwischen 1636 und 1638 wurde die Burgkapelle nach Westen hin vergrößert und mit einem überdachten Gang mit der mittlerweile schlossähnlichen Hauptburg verbunden. Im gleichen Jahrhundert entstand auch der Pechturm am westlichen Nebeneingang der Anlage, auch wenn das heutige Aussehen des Turmes auf spätere Umbauten zurückgeht. In der Mitte des 17. Jahrhunderts wurde an der Ostseite der innerhalb des Zwingers zwischen dem zweiten und dritten Burgtor gelegene Burggraben zugeschüttet und die Zugbrücke entfernt. Der Graben wurde in den 1960er Jahren wieder freigelegt und mit einer Steinbrücke überbrückt, die anhand von Resten der ehemaligen Brücke rekonstruiert wurde. In der Mitte des 18. Jahrhunderts wurde der Treppenaufgang errichtet, der vom Innenhof zum Haupteingang der Kernburg führt.